# Smell of a Friend
 Smell Of A Friend  is het enige album van de Britse progressieve rockband The Lodge

## Tracklist
1. Solitary - 4:19 (John Greaves / Peter Blegvad)
2. The Song - 4:52 (John Greaves / Peter Blegvad)
3. Not All Fathers - 5:34 (John Greaves / Peter Blegvad)
4. Smell of a Friend - 7:14 (John Greaves / Peter Blegvad)
5. Match Girl - 6:12 (John Greaves / Peter Blegvad)
6. Swelling Valley - 3:34 (John Greaves / Peter Blegvad)
7. Old Man's Mood - 3:06 (John Greaves / Peter Blegvad)
8. Milk - 4:52 (John Greaves / Peter Blegvad)

## Bezetting
- Kristoffer Blegvad zang
- Jakko M. Jakszyk gitaar, dwarsfluit
- Peter Blegvad gitaar
- John Greaves basgitaar, keyboard
- Anton Fier slagwerk

met medewerking van:
- Lisa Herman
- Deborah Berg
- Jane Edwards
- Michael Blair percussie
- Gary Windo tenorsaxofoon
- Chris Botti trompet
- David Hofstra